# بنجامين فرانكلين كيلي
بنجامين فرانكلين كيلي (بالإنجليزية: Benjamin Franklin Kelley)‏ هو ضابط أمريكي، ولد في 10 أبريل 1807 في نيو هامبتون في الولايات المتحدة، وتوفي في 16 يوليو 1891 في أوكلاند في الولايات المتحدة.